# Vilemína Nerudová
Vilemína Nerudová, německy Wilhelmine Neruda (používala též jméno Wilma; 21. března 1838 Brno – 15. dubna 1911 Berlín) byla moravská houslistka z hudebnické rodiny. Je možné, že právě její ve své době i v západní Evropě dosti známé příjmení – spíše než to spisovatele Jana Nerudy – se stalo později, v roce 1920, inspirací (ačkoliv náhodnou) pro pseudonym chilského básníka Pabla Nerudy.

## Život
Narodila se v Brně do hudebnické rodiny, pokřtěna byla jmény Vilemína Marie Františka. Její otec Josef Neruda byl varhaníkem v brněnské katedrále a také další předkové měli pověst mimořádných muzikantů.
Hru na housle studovala nejprve u svého otce, následně u Leopolda Jansy ve Vídni a poté u Eduarda Hanslicka. Již od svých pěti let koncertovala po Evropě. Hrávala se svými sourozenci – houslistkou Marií a violoncellistou Viktorem (toho po jeho smrti zastupoval další z bratrů, František).
Koncertovala například i ve Švédsku, kde se jí dostalo uznání od tamního krále. Patřila k interpretkám houslových sonát Edvarda Griega v Anglii. Tou dobou ale působila ve Švédsku. Na konci sedmdesátých let 19. století však tuto zemi opustila a odstěhovala se na Britské ostrovy. I zde patřila k významným houslistkám a koncertovala po celé Evropě. Mezi její příznivce patřil také princ z Walesu, pozdější anglický král Eduard VII., jenž jí věnoval zámek v Asolu u Benátek.
Závěr života strávila pedagogickým působením v Berlíně, kde v roce 1911 zemřela.

## Manželství a rodina
V roce 1864 se provdala za švédského dirigenta a skladatele Ludviga Normana (1831–1885). Z manželství vzešli dva synové. Manželé žili od roku 1869 odděleně, ale nikdy se nerozvedli. 
Po manželově smrti se roku 1888 provdala za Charlese Hallého.